# Microvoluta cythara
Microvoluta cythara is een slakkensoort uit de familie van de Volutomitridae. De wetenschappelijke naam van de soort is voor het eerst geldig gepubliceerd in 2004 door Bouchet & Kantor.